# Jacques Vasseur
Pour les articles homonymes, voir Vasseur.
Jacques Vasseur, né le 9 octobre 1920 à Valenciennes et mort le 7 février 2009 à Heidelberg, est un collaborateur français naturalisé allemand, auxiliaire de la Gestapo pendant l'Occupation et accusé d'être responsable de la mort de 230 personnes.

## Biographie
Originaire du Nord de la France, il est le fils unique d'un chef de bureau à la Banque de France. Sa grand-mère maternelle est allemande. Il vit sa jeunesse dans le Nord et passe régulièrement ses vacances en Allemagne dans le Bade-Wurtemberg. Ses parents s'établissent à Angers, rue Hanneloup. Instruit, bachelier ès lettres à Lille, Vasseur étudie à l'École des hautes études commerciales de Paris (HEC).
Germanophile, il est interprète, de mai à juillet 1940, à la Kommandantur d'Angers. Son père, partisan de la paix et anti-allemand, l'envoie étudier à Paris. Là, il adhère au Parti franciste. A la fin de ses études, il refuse un poste à Saint-Omer pour ne pas laisser seule sa mère (son père étant mort peu avant). En 1943 il devient le chef du service des agents auxiliaires de la Gestapo d'Angers et de Nantes (SD IV). Il participe à des arrestations, des dénonciations, des sévices, des tortures et des meurtres, faisant infiltrer de nombreux réseaux de résistance. Il participe notamment à l'arrestation de Noëlla Rouget, déportée au camp de Ravensbrück.
En août 1944, après le débarquement en Normandie, il fuit en Allemagne, à Heidelberg. Il est condamné à mort une première fois par contumace le 11 septembre 1945. Il revient se cacher chez sa mère, rue Jeanne-Maillotte à La Madeleine-lez-Lille. Il vit ainsi 17 ans dans un grenier jusqu'à son arrestation le 21 novembre 1962. Durant sa clandestinité il apprend huit langues, dont le russe, le japonais et le sanskrit.
Lors de son procès en 1965, 196 personnes affluent de toute la région d'Angers et même de Bretagne : il est accusé d'être responsable de 430 arrestations, 310 déportations et 230 morts. Jugé par la Cour de sûreté de l'État, il est condamné à mort le 18 octobre 1965. Gracié, à la demande de Noëlla Rouget, par Charles de Gaulle en 1966, il voit sa peine commuée en détention à perpétuité, puis ramenée à 20 ans de prison par Georges Pompidou. Durant sa détention il entretient une correspondance avec Noëlla Rouget, qu'il avait arrêtée et torturée, sans cependant jamais exprimer de remords. En 1974 il se marie en prison avec une bibliothécaire allemande, Johanna. Il est libéré en juin 1984. Il vit ensuite avec son épouse à Heidelberg, dans le nord-ouest du Bade-Wurtemberg.
Jacques et Johanna Vasseur écrivent et publient une série de livres sur les prénoms allemands (dont Goldmanns großes Vornamen-Buch). Ouest-France révèle en 2014 que Jacques Vasseur est décédé sans descendance à Heidelberg le 7 février 2009, sous la nationalité allemande. Au cimetière son urne repose anonymement tout près de la tombe du ministre des Armements et de la Production de guerre, Albert Speer. « Jusqu'au bout, l'homme parviendra à se faufiler entre les murs de l'Histoire », témoigne le journaliste angevin Benoît Robert.